# Ronnie Cuber
Ronnie Cuber, (New York, 1941. december 25. – New York, 2022. október 7.) amerikai szaxofonos, klarinétos, fuvolás.

## Pályafutása
Cuber zenei karrierje 1959-ben indult Marshall Brown Newport Youth Bandjében. Ott tenorról bariton szaxofonra váltott. 1962-ben Slide Hamptonnal, majd Maynard Ferguson big bandjében dolgozott (1963-65), és rövid ideig Woody Hermannel is dolgozott. Ezután George Bensonnal játszott (1966-67). 1977 és 1979 között Lee Konitz együttesének tagja volt. Az 1970-es évek közepén Frank Zappa zenekarában és a Zappa című élő albumán is játszott New Yorkban.
Több latin zenekarban is játszott, köztük Eddie Palmierivel, akivel fufolázott és szoprán szaxofonosos is volt. 1978-ban a Charles Mingus Band tagja volt. Mingus halála után közreműködött a Nostalgia in Times Square, Que Viva Mingus! és Tonight at Noon lemezeken.
Az 1980-as évek óta Cuber számos albumot adott ki a saját neve alatt, majd az Electric Birddel olyan zenészekkel, mint Dave Weckl, Jimmy Figueroa és George Benson. Az 1990-es években Michael Formanek, Geoff Keezer, Joey DeFrancesco, Manolo Badrena, Ryan Kisor, Kenny Drew Jr. és Tony Reedus voltak társai, akikkel latin zenei elemek is beépültek világába.
1997-ben megalakította a Three Bariton Saxophone Bandet.
Cuber háttérzenészként számos popzenész számára is dolgozott, pl.: B.B. King, Paul Simon, Eric Clapton,Dave Grusin, Horace Silver számára. Többek között az Animal House című című film zenéjén is dolgozott. A The Latin Side Of Wayne Shorter című albumát 2008-ban Grammy-díjra jelölték.

## Zenekarvezető
- 1976: Cuber Libre!
- 1978: The Eleventh Day of Aquarius
- 1979: New York Jazz
- 1985: Two Brothers
- 1985: Passion Fruit
- 1986: Pin Point
- 1986: Live at the Blue Note
- 1992: Cubism
- 1993: The Scene Is Clean
- 1994: Airplay
- 1996: In a New York Minute
- 1997: N.Y.C.ats
- 1998: Love for Sale (with Metropole Orkest)
- 2009: Ronnie
- 2011: Boplicity
- 2013: Live at JazzFest Berlin
- 2018: Ronnie's Trio
- 2019: Four

Maynard Fergusonnal
- The New Sounds of Maynard Ferguson (1963)
- Come Blow Your Horn (1963)
- Color Him Wild (1965)

Eddie Palmierivel
- Harlem River Drive (1971)
- Vamonos Pa'l Monte (1971)
- Live at Sing Sing Vol. 1 & 2 (1972)
- The Sun of Latin Music (1975)
- Unfinished Masterpiece (1976)
- Lucumí, Macumba, Voodoo (1978)
- Wisdom/Sabiduria (2017)

- https://www.discogs.com/artist/254959-Ronnie-Cuber

## Díjak
- Grammy-díj: 2 jelölés; 2008, 2023

## Fordítás
- Ez a szócikk részben vagy egészben  a   Ronnie Cuber című holland Wikipédia-szócikk ezen változatának fordításán alapul.  Az eredeti cikk szerkesztőit annak laptörténete sorolja fel. Ez a jelzés csupán a megfogalmazás eredetét és a szerzői jogokat jelzi, nem szolgál a cikkben szereplő információk forrásmegjelöléseként.